# Port lotniczy Bismarck
Port lotniczy Bismarck (IATA: BIS, ICAO: KBIS) – port lotniczy położony 5 km na południowy wschód od Bismarck, w stanie Dakota Północna, w Stanach Zjednoczonych.